# Arkeologidagen
Arkeologidagen är ett årligt återkommande evenemang i Sverige sedan 1988, som organiseras genom Riksantikvarieämbetet i samarbete med till exempel ett länsmuseum eller annan lokal aktör. Ofta knyts aktiviteterna till pågående utgrävningar där guidade turer och föredrag hålls. Arkeologidagen anordnas varje år under sista söndagen i augusti månad. Syftet är göra arkeologin begriplig för allmänheten. Man vill berätta om arkeologins sett att förstå och tolka historien

## Historik
Arkeologidagen för arkeologi och förhistoria och har arrangerats i trettio år. . Den första Arkeologidagen, år 1988, lockade redan då ett fyrtiotal arrangemang.